# Khachen (fortaleza)
Khachen (em armênio/arménio:  Խաչեն, transl. Khach’en) foi uma fortaleza no gavar do Alto-Khachen ou Tsar da província de Artsaque da Grande Armênia, na bacia superior do rio Tartar. Mencionada por Moisés de Dascurã na primeira metade do século IX, em conexão com a luta interdinástica entre os Arranxaíquidas de Artsaque e os Mirrânidas de Otena. Khachen pertencia ao Senhor Adanarses do Alto-Khachen, filho de Mal Simbaciã. Provavelmente, a fortaleza foi completamente destruída pelos ataques seljúcidas-turcos (primeira metade do séc. XII ), porque não é mencionada nas fontes escritas dos séculos posteriores.